# Johannes Stenonis Olinus
Johannes Stenonis Olinus, född 1612 i Viby församling, Östergötland, död 1 september 1678 i Veta församling, Östergötlands län, var en svensk präst.

## Biografi
Johannes Stenonis Olinus föddes 1612 i Viby församling. Han var son till bonden Sten Jönsson. Olinus blev 1634 student vid Uppsala universitet och 1640 student vid Kungliga Akademien i Åbo. Han prästvigdes 25 september 1643 och blev 1643 komminister i Kisa församling. Olinus blev 1658 kyrkoherde i Veta församling och 23 oktober 1676 kontraktsprost i Vifolka kontrakt. Han avled 1678 i Veta församling.

## Familj
Olinus gifte sig 1644 med Anna Hansdotter (1623–1674). De fick tillsammans barnen kyrkoherden Johannes Olin (1645–1700) i Normlösa församling, Helena Olinus (född 1647) som var gift med kyrkoherden Jonas Fallerius i Veta församling, Elisabeth Olinus (död 1703) som var gift med rådmannen Bengt Ekeflod i Skänninge, krigsprästen Magnus Olinus (född 1652), Daniel Olinus (1655–1659), Samuel Olinus (född 1658), Brita Olinus (född 1659) som var gift med kyrkoherden Nicolaus Collinus i Rogslösa församling, kyrkoherden Petrus Kylander i Västra Hargs församling och kyrkoherden Benjamin Retzius i Klockrike församling.